# أورلاندو دي لا توري
أورلاندو دي لا توري (بالإسبانية: Orlando de La Torre)‏ (21 نوفمبر 1943 في بيرو - 24 أغسطس 2022) هو مدرب كرة قدم ولاعب كرة قدم بيروفي في مركز الدفاع، شارك في كأس العالم 1970. وشارك مع منتخب بيرو لكرة القدم. أما مع النوادي، فقد لعب مع نادي سبورتينغ كريستال.

## وصلات خارجية
- أورلاندو دي لا توري على موقع الاتحاد الدولي (مؤرشف)  (الإنجليزية)
- أورلاندو دي لا توري على موقع قاعدة بيانات كرة القدم.إي يو (الإنجليزية)
- أورلاندو دي لا توري على موقع ناشيونال فوتبول تيمز (الإنجليزية)
- أورلاندو دي لا توري على موقع عالم كرة القدم.نت (الإنجليزية)